# Mimosciadella fuscosignata
Mimosciadella fuscosignata är en skalbaggsart som beskrevs av Stefan von Breuning 1958. Mimosciadella fuscosignata ingår i släktet Mimosciadella och familjen långhorningar.
Artens utbredningsområde är Sri Lanka. Inga underarter finns listade i Catalogue of Life.